# Krystyna Konarska-Łosiowa
Krystyna Konarska-Łosiowa (ur. 27 marca 1910 w Kluczewsku, zm. 1 lipca 2002 w Warszawie) – polska poetka, członek redakcji miesięcznika „Więź”

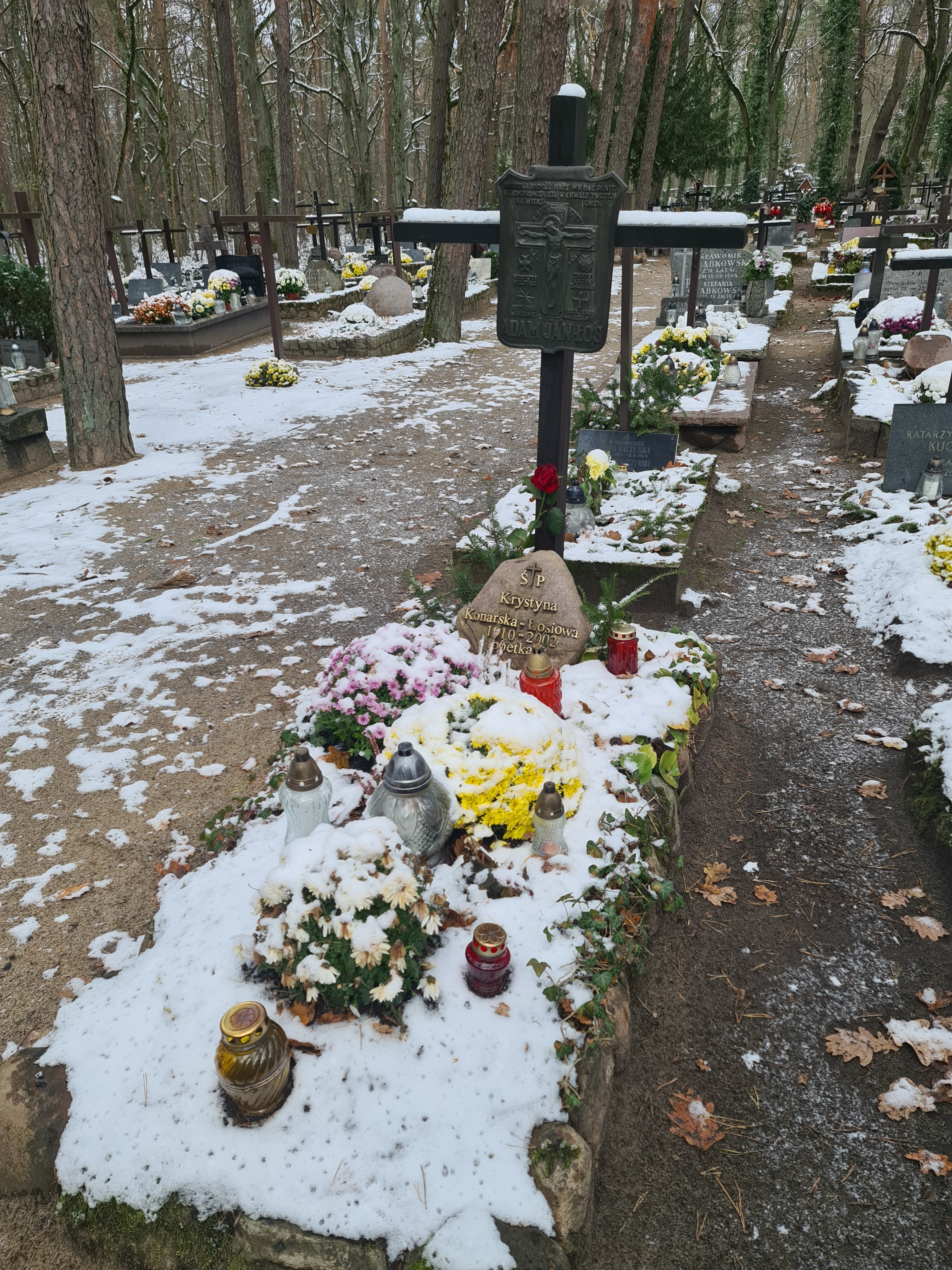
Grób Adama Jana Łosia i Krystyny Konarskiej-Łosiowej na cmentarzu leśnym w Laskach

Przed II wojną światową związana z „Odrodzeniem”. Debiutowała w latach 30. tomami wierszy „W szklanej kuli” (1935) i „Oczy w słońcu” (1936). Członek zespołu redakcyjnego „Więzi” od pierwszego numeru, stale pracowała w niej od 1962 do emerytury w 1979, prowadząc m.in. rubrykę „Przegląd zagraniczny”. W Bibliotece „Więzi” opublikowała tomy wierszy „Granice życia” (1985), „Takie wielkie zmęczenie” (1995), „Niepokorność” (2000). Poezję publikowała również na łamach Więzi, Tygodnika Powszechnego, Gazety Wyborczej. Była członkiem Stowarzyszenia Pisarzy Polskich. 
W swej twórczości poruszała często tematy metafizyczne inspirowane chrześcijańską wizją świata. Większą część dorobku poetyckiego opublikowała w ostatnich latach życia (ostatni tomik w 90 roku życia)
Pochowana na cmentarzu w Laskach pod Warszawą.